# Paul Pugnaud
Paul Pugnaud est un poète français, marin et vigneron, né en 1912 à Banyuls-sur-Mer et mort en 1995 à Lézignan-Corbières.

## Biographie
Paul Pugnaud est né le 2 juillet 1912 à Banyuls-sur-Mer dans les Pyrénées-Orientales, d'un père négociant en vins de messe, mort d’un infarctus avant la naissance de son fils. Il passe sa petite enfance à Banyuls où il est élevé par sa mère et ses grands-parents maternels. Un grand-oncle, ami d'enfance d’Aristide Maillol, contribue à former son goût pour les arts. Sa famille s'installe ensuite à Perpignan où il poursuit ses études secondaires à l'institution Saint-Louis-de-Gonzague et obtient le baccalauréat en 1929. Il a commencé dès cette époque à publier dans le Coq catalan, revue qu'anime un groupe de jeunes gens rassemblés autour d'Albert Bausil, parmi lesquels il fréquente Charles Trenet, le peintre Henri Espinouze ou Robert Rius, poète et photographe.
Au cours des années 1930, il vit à Paris, étudiant à la Sorbonne où il est reçu à la licence ès lettres. Il se rapproche alors de la mouvance surréaliste. Ainsi rend-il visite à Cadaqués, en 1936, à Salvador Dalí, avec lequel il rompra à cause des sympathies du peintre pour le franquisme.
En 1934, il acquiert l'Almogaver, premier des bateaux avec lesquels il visitera tout le pourtour de la Méditerranée : Côte d'Azur, côte catalane, Corse, Sardaigne, Afrique du Nord. En 1939, il se marie avec Bernadette Verdier, rencontrée en 1934 et qui sera sa compagne de toute une vie. Ils partent pour un voyage de noces à la voile le long des côtes du Maghreb, en Libye, et en Tunisie où leur croisière s'achève : la guerre vient d'être déclarée et Pugnaud est mobilisé à Bizerte sur le Dupleix, croiseur de la Marine nationale. La même année, il a publié Équinoxe, son premier recueil, dans la revue du poète agenais Hugues Fouras, La Bouteille à la mer, à laquelle il continuera longtemps de contribuer.
Après l'armistice, il achète le domaine viticole de Belle-Isle, à Lézignan dans les Corbières, et il s'installe définitivement dans l’Aude, fréquentant des écrivains et des poètes comme Jean Lebrau, Michel Maurette ou René Nelli. Entre 1947 et 1950, il rend plusieurs fois visite à Joë Bousquet à Carcassonne. En 1950, André Vinas publie Zone franche et, dans les années qui suivent, Pugnaud noue des relations avec les poètes des journées de Rodez, qui lui décernent, en 1961, le prix Ilarie-Voronca pour son recueil Azur de pierre, publié l'année suivante chez Subervie.
En 1965, le passionné de mer traverse l'Atlantique sur un voilier de treize mètres, la Chimère, appartenant à son ami Jean Bluche,.
En 1967 paraît La Nuit ouverte chez Subervie et, en 1970, Paul Pugnaud reçoit pour Minéral, publié par Rougerie, le prix Antonin-Artaud également décerné aux Journées de Rodez par le Groupe des écrivains aveyronnais. Le poète reste dès lors fidèle à l'éditeur René Rougerie puis à son fils Olivier, auxquels, en vingt-cinq ans, jusqu'à sa mort, il donnera douze recueils, parmi lesquels il faut compter Les Portes défendues, parues en 1976, année où les rencontres poétiques du Mont-Saint-Michel décernent à Paul Pugnaud le grand prix Brocéliande pour l'ensemble de son œuvre ; ou encore Atterrages, qui reçoit le prix Louis-Guillaume l'année suivante. Plusieurs recueils paraîtront à titre posthume, dont Sur les routes du vent, publié chez Folle avoine en 2015, et Une impossible pureté, en 2022, chez le même éditeur.
Paul Pugnaud est mort à Lézignan-Corbières, le 13 juin 1995, à quatre-vingt-deux ans.

## Publications

### Poésie
- 1939 : Équinoxes, éditions de La Bouteille à la mer.
- 1955 : Zone franche, collection « Ressac ».
- 1962 : Azur de pierre, Subervie, prix Ilarie-Voronca, 1961.
- 1967 : La Nuit ouverte, Subervie.
- 1969 : Minéral, Rougerie, prix Antonin-Artaud, 1970.
- 1971 : Les Espaces noyés, Rougerie.
- 1972 : Long Cours, Rougerie, avec une gravure de Suzanne Runacher.
- 1975 : Les Portes défendues, Rougerie, grand prix de Brocéliande des rencontres poétiques du Mont-Saint-Michel, 1976.
- 1977 : Atterrages, Rougerie, prix Louis Guillaume du poème en prose, 1977.
- 1979 : Ombre du feu, Rougerie.
- 1980 : Langue de terre, Rougerie.
- 1982 : Le feu court, dans Paul Pugnaud d’André Vinas, Subervie.
- 1983 : Aride Lumière, Rougerie, avec une gravure de J. J. J. Rigal.
- 1985 : Le Jour Ressuscité, Rougerie.
- 1987 : Air pur, Rougerie.
- 1989 : Posidonies, Rougerie.
- 1989 : Épures, éditions du Mas Catherine.
- 1989 : Ombres éclatées, Conflent, préface d’André Vinas pour Cinquante ans de poésie à Perpignan.
- 1991 : Instants sans passé, Rougerie.
- 1996 : Poèmes choisis, Rougerie.
- 1999 : Écouter le silence, Rougerie, présentation de René Rougerie.
- 2005 : Aux portes interdites, Rougerie, postface de René Rougerie, avec une gravure de Maurice Maillard.
- 2015 : Les Jours pulvérisés, Rougerie, préface de René Depestre.
- 2015 : Sur les routes du vent, éditions Folle Avoine, préface de Jean-Pierre Siméon.
- 2022 : Une impossible pureté, éditions Folle Avoine, juin 2022, 40 p. (ISBN 978-2-86810-263-8).

### Essais
- 1992 : « Aristide Maillol », Conflent, Prades.
- 1973 : préface à Au seuil des hommes, poèmes de Pierre Marca, Oswald.
- 1979 : préface à Maillol mon ami, souvenirs de François Bassères (ca), Cornet.

### Collaboration aux revues
- Le Coq catalan, 1931-1938.
- La Bouteille à la mer, 1934-1952.
- Revue parlée, 1937.
- Prospectus, 1953-1954.
- Les Cahiers de la licorne, no 5.
- Entretiens, no 26.
- Cévennes-Camargue, no 1.
- Les Cahiers du refus, mai 1962.
- Mercure de France, no 1183, mars 1962.
- Bulletin de l'association Guillaume-Budé, spécial no 8, 9 et 10.
- La Tramontane, 1967.
- Haut Pays, no 1, 1967.
- Revue de l'ACILECE, 1967, 1970 et 1974.
- Encres vives, no 62, 63, 64 et 66.
- Le Puits de l’ermite, no 12 et 19.
- L'Envers et l'Endroit, no 9.
- Profils, 1972, 1973 et 1975.
- Solaire, no 5, 1974.
- Impact, no 8.
- Nouvelles à la main, 1975 à 1977.
- Le Temps parallèle, 1974 à 1981.
- Jalons, no 5 et 7.
- Poésie présente, no 5, 6, 9, 12, 13, 14 et 36.

## Hommage
- Exposition à la Maison des mémoires, à Carcassonne, du 12 décembre 2014 au 14 mars 2015[8].